# Athetis subpartita
Athetis subpartita là một loài bướm đêm trong họ Noctuidae.